# Girolamo Genga
Girolamo Genga (Urbino - 1476-1551), Fou un pintor, escultor, músic i arquitecte italià.
Amb el retorn del duc Francesco Maria della Rovere i de la seva esposa Eleonora Gonçaga del seu exili, va ser nomenat arquitecte oficial de la cort d'Urbino, estant-li confiada les reformes de la vil·la imperial de Pesaro, supervisant la decoració de vuit de les hisendes. En aquesta feina van participar els germans Dosso Dossi, Battista Dossi, Bronzino i Francesco Menzocchio. Es va encarregar així mateix de dissenyar la nova ala del palau, formada per un cos quadrangular, amb lògies a les cantonades i a la seva part interior format per una estructura oval.
Giorgio Vasari descriu la seva biografia a Le Vite.